# Марафелт
Ма́рафелт (англ. Magherafelt, ирл. Machaire Fíolta) — малый город района Марафелт, столица района, находящийся в графстве Лондондерри Северной Ирландии.

## Транспорт
Местная железнодорожная станция была открыта 10 ноября 1856 года, закрыта для пассажиров 28 августа 1950 года и окончательно закрыта 1 октября 1959 года.

## Спорт
Регбийный клуб «Рэйни Олд Бойз», основанный в 1928 году, выступает в дивизионе 2B Всеирландского чемпионата по регби.

## Демография
Марафелт определяется Northern Ireland Statistics and Research Agency (NISRA) как малый таун (то есть как город с населением от 4500 до 10000 человек).